# Елена-Габриела Русе
Елена-Габриела Русе е румънска тенисистка.

## Биография
Родена е на 6 ноември 1997 година в Букурещ. Висока е 1,72 метра. Най-доброто ѝ класиране в ранглистата на WTA е 83 място на сингъл и 99 на двойки. Елена печели първата си титла от WTA тур на сингъл на Откритото първенство на Европа в Хамбург през 2021 г. Тя също така има шест титли на сингъл и десет на двойки от календара на Международната тенис федерация.
Тя е една от най-известните румънски тенисистки след Симона Халеп.